# 彭烒
彭烒，字秉程。江西寧都縣人，清朝政治人物。

## 生平
嘉慶七年（1802年）壬戌科進士。嘉慶二十年（1815年）任湖北蒲圻縣（今屬湖北省赤壁市）知縣。次年（1816年）充湖北丙子科乡试同考官。调黄陂县。 